# Parkour

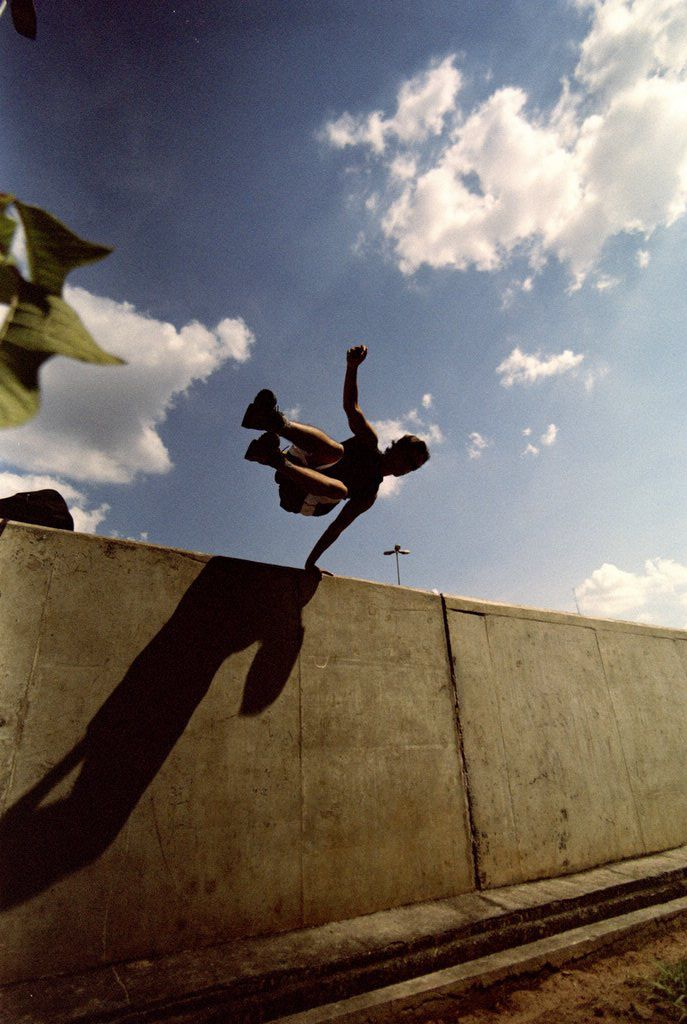
Passement

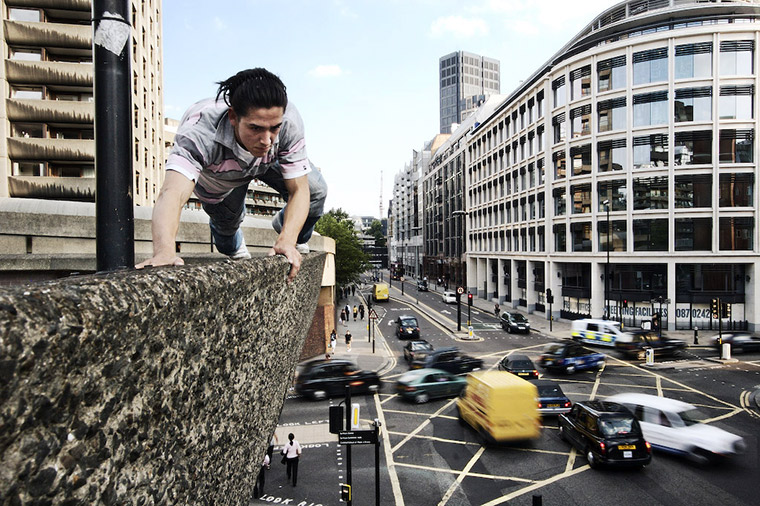
Evenwicht

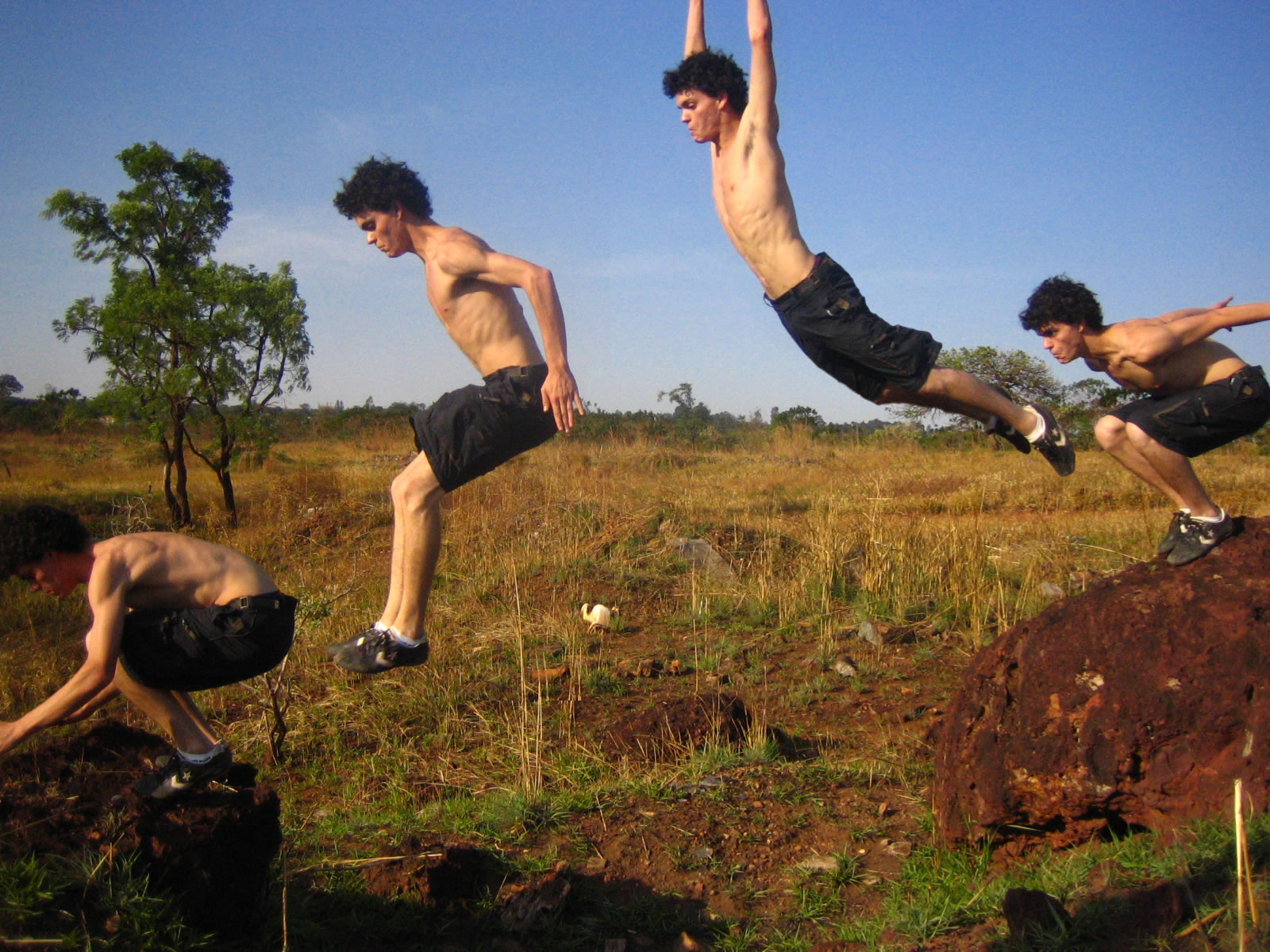
Saut de Précision

Parkour, ook wel le parkour of PK genoemd, is een in Frankrijk ontstane loopdiscipline, waarin de deelnemers ('traceurs' genoemd) proberen hindernissen te overwinnen op een zo vloeiend en snel mogelijke manier. Parkour kan vrijwel overal worden beoefend, maar dit gebeurt voornamelijk in steden in de buitenlucht.
Het doel van parkour is het verleggen van grenzen door middel van vele technieken om obstakels te overwinnen. Naast de fysieke kant, is de filosofie achter deze discipline - de vrijheid en het verleggen van grenzen - ook heel belangrijk.

## Geschiedenis
Parkour stamt af van een ontsnappingstechniek uit de Vietnamoorlog. Het was een methode van de Franse marineofficier Georges Hébert om zijn rekruten zo te trainen dat ze op elke situatie voorbereid waren. Een van Héberts rekruten was de Franse turner Raymond Belle. Deze legde zich ook na de oorlog toe op het zichzelf zo snel mogelijk van de ene naar de andere plek verplaatsen.
David Belle, Raymonds zoon, nam de interesse van zijn vader over. Op vijftienjarige leeftijd bedwong hij vele obstakels in de omgeving van Lisses. Later werd hij daarin gevolgd door mensen als Sébastien Foucan (bekend als oprichter van freerunning). Een avontuurlijk spelletje tussen vrienden groeide uit tot een ware discipline. David Belles vriendengroep richtte een groep op: Yamakasi. Later werd de groep opgesplitst en gingen David Belle en Sébastien Foucan hun eigen weg. Nu bestaat er nog steeds een soortgelijke groep met de ex-Yamakasi-leden genaamd Majestic Force.
Het huidige parkour is in de Franse plaats Lisses begonnen. Op klimkunstwerk La Dame Du Lac werd veel getraind, maar dit is inmiddels verboden vanwege een ongeluk waarbij twee mensen zijn omgekomen.

## Freerunning of parkour
Freerunning en parkour worden vaak door elkaar gebruikt, maar er is een klein verschil: bij parkour gaat het vooral om snel vooruitkomen, bij freerunning om de eigen creativiteit. De freerunner maakt salto's en draaiingen, de traceur laat ze (vaak) achterwege omdat dit soort sprongen de tijd die hij nodig heeft om van A naar B te komen kan verlengen.

## Overzicht belangrijke termen
Een klein deel van belangrijke woorden/termen die in deze discipline worden gebruikt:
Saut de vitesse - SpeedvaultEen sprong over een obstakel waarbij de springer het lichaam opzij gooit en zich met een arm wegduwt van het obstakel. De speed vault is een snelle manier om over een obstakel te komen.
Saut du bras - monkey/kong/catpassVerschillende type sprongen over een obstakel waarbij beide handen op het obstakel geplaatst worden en de benen tussen de armen gaan.
Saut du chat - CatleapEen sprong richting een muur, waar men aan de rand blijft hangen.
Saut du détente - Sprong van de overbruggingEen sprong waarbij de springer een grote afstand aflegt in de lucht.
Saut du equilibre - Quadruple movementIs een techniek waarbij men met handen en voeten over een reling/muurtje/grond beweegt.
Saut du fond - DropEen sprong van een hoog obstakel.
Saut du haie - Turn vaultEen vault waar de springer zich omdraait in de lucht en dan op de rand achter het obstakel landt.
Saut du precision - Precision jumpIs een sprong die rennend of vanuit staande positie kan worden gemaakt om over een gat te springen en op een bepaald punt te landen.
Saut du voleur - Lazy vaultIn de volksmond "schotse sprong" een sprong waarbij de springer zijn benen een voor een over het obstakel gooit.
Passement - VaultZo heet elke techniek die gebruikt wordt om door middel van een sprong een obstakel te overkomen.
Roullade - RollDe rol die wordt gemaakt na de sprong om de klap met het gehele lichaam op te vangen en zo het momentum te veranderen.
Laché - Bar-swingEen zwaai aan een stang om zo een obstakel te passeren of om omhoog te gaan.
Passe muraille - Pop vaultElke manier om over/op een muur te komen.
Planché - Climb-upMeestal vanuit een Saut du chat omhoog klimmen op het obstakel, dit kan echter ook op een stang uitgevoerd worden en dan heet het een muscle-up.
PlyometricsDe benen (of ander lichaamsdeel) als een soort springveer gebruiken om de vaart die de springer al heeft in een andere richting te sturen, en zichzelf zo weer de lucht in te gooien. Zo kunnen bijvoorbeeld meerdere precision jumps heel explosief uitgevoerd worden.

## Media over parkour

### Films, documentaires en televisieseries
- Yamakasi: Les samouraïs des temps modernes (2001)
- Yamakasi: Les fils du vent (2004)
- Banlieue 13 (2004)
- Banlieue 13 - Ultimatum (2009)
- Freerunner (2011)
- Run (2013)
- Brick Mansions (2014)
- tracers (2015)
- Roof Culture Asia (2017)
- Hoodie (2020)

### Games
- Assasins Creed
- Dying Light
- Mirror's Edge
- Prince of Persia
- Uncharted